# La Verità (Lefebvre)
(Giovanni Faldella, A Vienna. Gita con il lapis)
La Verità (La Vérité) è un dipinto del pittore francese Jules Joseph Lefebvre, realizzato nel 1870. Il dipinto è oggi conservato al Museo d’Orsay a Parigi.

## Storia

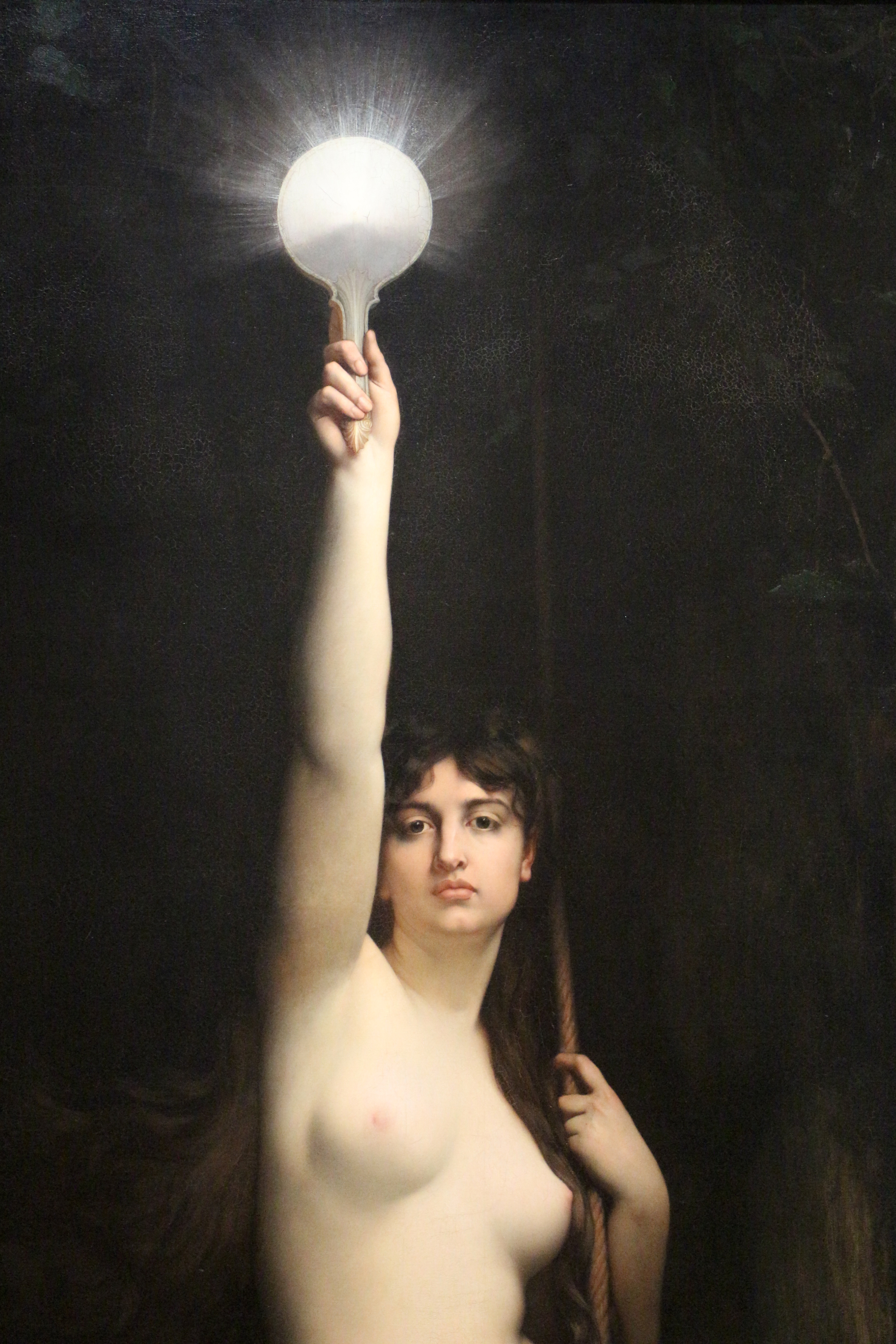
Un dettaglio dello specchio luminoso.

Il dipinto venne esposto al Salon del 1870, durante la guerra franco-prussiana, e venne apprezzato dal pubblico, a tal punto che ne venne realizzata una versione in terracotta, posseduta dallo stesso Jules Lefebvre. Il critico d'arte Henri Delaborde afferma che in questo quadro lo stile di Lefebvre, scrupoloso anche nei particolari, è "impassibile ed irreprensibile". Nel 1871 il quadro venne acquistato dallo stato francese. Nel 1926 l'opera venne esposta nel museo di Amiens, mentre dal 1982 è esposta al Museo d'Orsay.

## Descrizione
Il dipinto raffigura la personificazione della Verità, nuda perché non ha nulla da nascondere, che emerge dalle tenebre mentre tiene nella mano destra uno specchio dal quale scaturisce un bagliore luminoso. Questo tipo di raffigurazione iconografica della Verità riprende un'illustrazione dell'artista rinascimentale Cesare Ripa (nella quale, tuttavia, la donna regge un sole al posto dello specchio). La donna si trova in un paesaggio roccioso e presso uno specchio d'acqua (elementi che richiamano il dipinto La sorgente di Jean-Auguste-Dominique Ingres). Ai piedi della donna si nota un oggetto di metallo, seminascosto da alcune piante. La Verità è salda ed impassibile e regge fermamente lo specchio luminoso, dove si può vedere la realtà dell'esistenza di chi vi si riflette. Con la mano sinistra la figura si aggrappa ad una corda: questo potrebbe essere un riferimento alla leggenda della Verità relegata in un pozzo, tratta da un aforisma del filosofo greco Democrito. La trasposizione allegorica dell'artista si nota anche nella disposizione dei chiaroscuri.
Verso la fine del secolo il tema della Verità venne ripreso da altri artisti francesi, inclusi Jean-Léon Gerôme e Édouard Debat-Ponsan.

## Curiosità

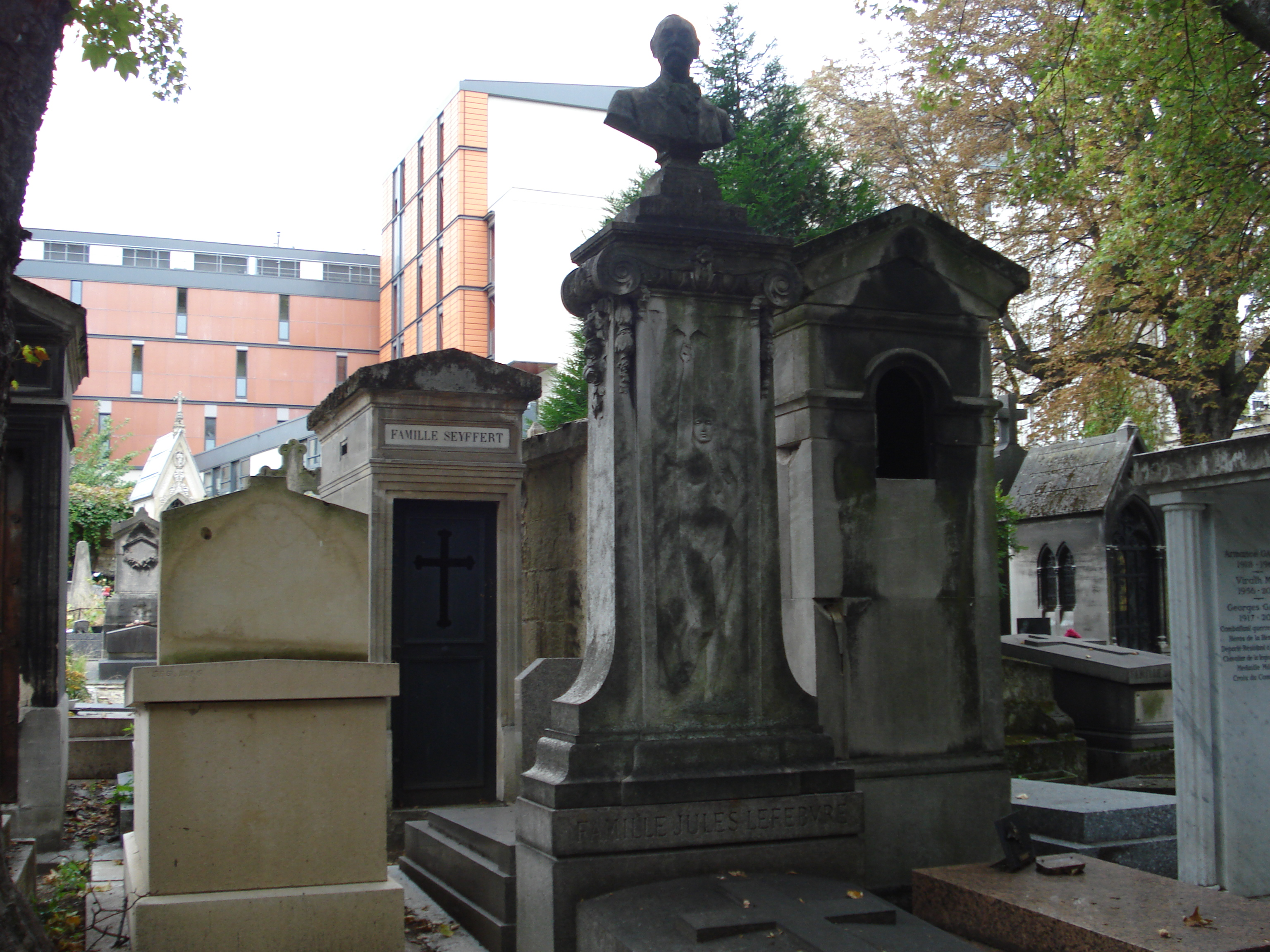
La Verità raffigurata sulla lapide di Lefebvre, al cimitero di Montmartre.

La posa della Verità in questo quadro potrebbe aver ispirato l'architetto francese Frédéric-Auguste Bartholdi per la sua Statua della Libertà (la quale regge una torcia al posto dello specchio).
La Verità viene raffigurata sulla lapide di Jules Lefebvre, situata al cimitero di Montmartre, a Parigi.
Una parodia dell'opera venne realizzata dal disegnatore Amédée de Noé, noto con lo pseudonimo di "Cham", per il Journal le Charivari.